# Intervención peruana en Estados Unidos
La expedición  peruana a los Estados Unidos, también conocida como la expedición del Gamarra a California, fue una expedición militar diplomático-naval llevada a cabo por el Gobierno del Perú durante el primer gobierno de Ramón Castilla hacia California, territorio que los Estados Unidos de América habían conquistado recientemente de México tras la guerra mexicano-estadounidense.
Su objetivo principal fue proteger a ciudadanos y embarcaciones peruanas ante los desórdenes y abusos registrados en el puerto de San Francisco durante la fiebre del oro, en un contexto de anarquía legal tras la reciente anexión de California por los Estados Unidos. La expedición, encabezada por el capitán de fragata José María Silva Rodríguez, representó una temprana manifestación de la política exterior del Perú republicano y una de las primeras proyecciones de poder naval sudamericano en el Pacífico norte. Aunque no hubo enfrentamientos armados, la presencia del Gamarra cumplió con éxito su misión disuasiva y diplomática, convirtiéndose en un episodio poco conocido pero significativo de la historia naval peruana.

## Antecedentes

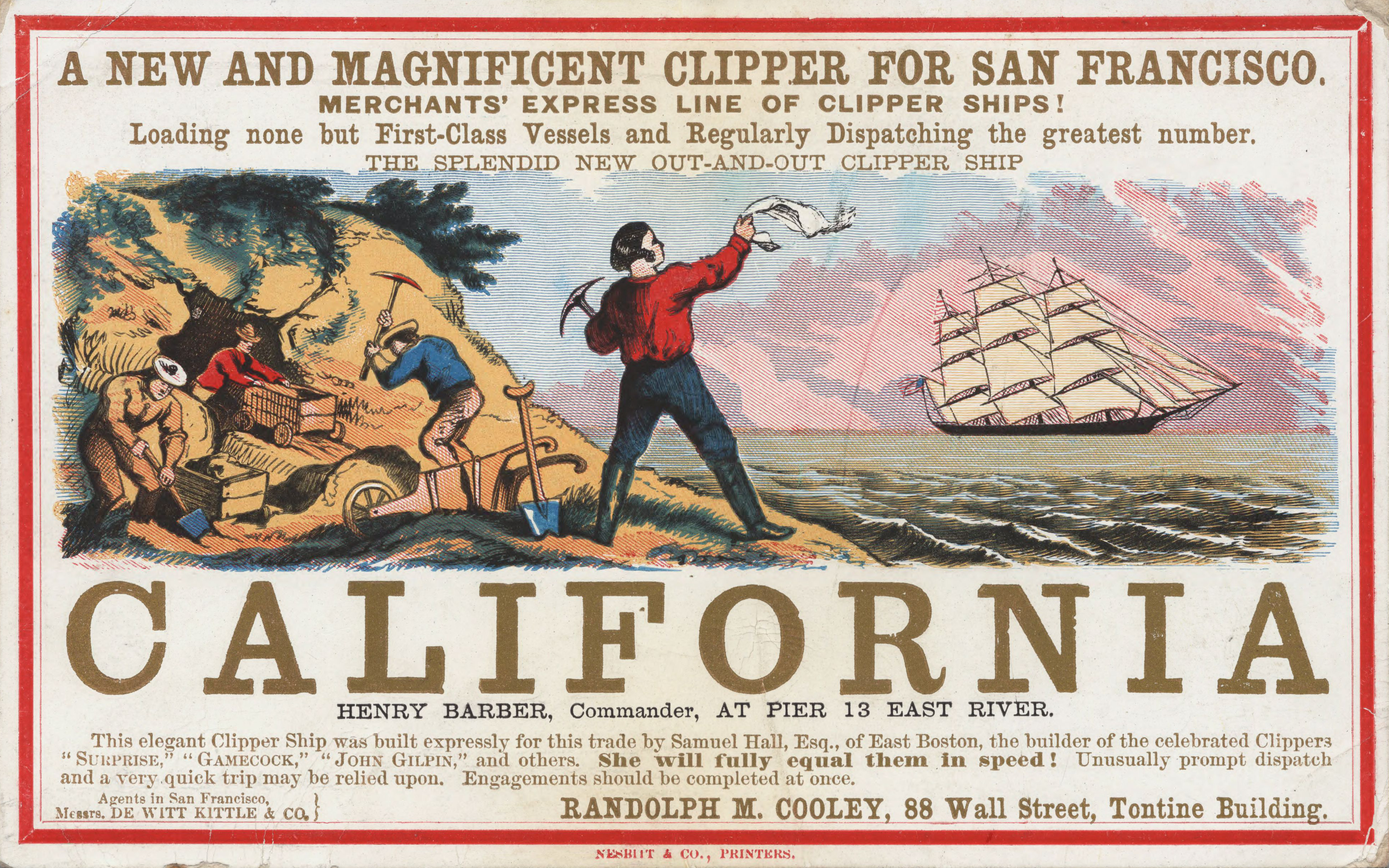
Escena de la fiebre del oro de California retratada en una estampilla

A fines de la década de 1840, el panorama político del Pacífico norteamericano cambió drásticamente con la guerra mexicano-estadounidense, que culminó con el Tratado de Guadalupe Hidalgo, mediante el cual México cedió California a los Estados Unidos. La transición del territorio hacia la soberanía estadounidense se produjo en medio de una profunda inestabilidad política y administrativa, agravada por el repentino descubrimiento de oro en Sutter's Mill en enero de 1848, lo que desencadenó la llamada fiebre del oro de California.
El crecimiento explosivo de la población en San Francisco y otras localidades portuarias trajo consigo un colapso del orden legal, un aumento del crimen y la proliferación de abusos, especialmente contra inmigrantes latinoamericanos. Comerciantes, marinos y ciudadanos peruanos —así como chilenos, mexicanos y otros sudamericanos— fueron víctimas de saqueos, robos y discriminación. También se denunciaron actos de piratería, apropiación indebida de embarcaciones y violencia contra colonos peruanos.
En respuesta a estos informes, el Gobierno del Perú, presidido por Ramón Castilla, decidió enviar una nave de guerra con el fin de proteger a sus ciudadanos y defender los intereses nacionales en la región. El 21 de diciembre de 1848 se ordenó la salida del bergantín Gamarra, que zarpó del Callao en enero de 1849 bajo el mando del capitán de fragata José María Silva Rodríguez, marcando una temprana intervención militar diplomático-naval del Perú en aguas del Pacífico norte. 

## La expedición naval

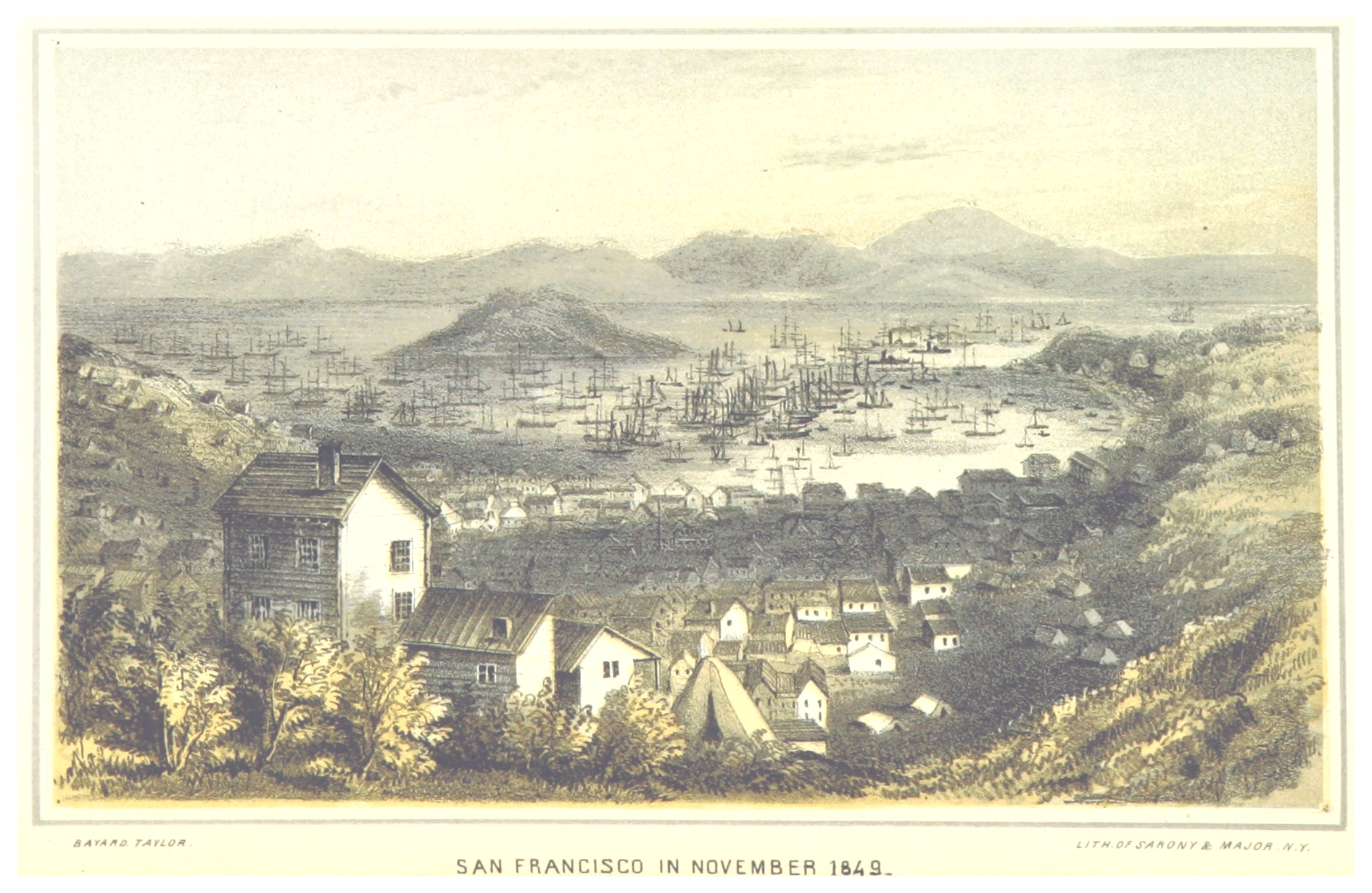
La ciudad portuaria de San Francisco en 1849

A su llegada al puerto de San Francisco, el Gamarra fue recibido con cierta curiosidad por parte de las autoridades y la población local. El arribo de una embarcación de guerra extranjera, especialmente de una república sudamericana como el Perú, no era habitual en esa región, especialmente en un momento de transición política y administrativa. La presencia del buque peruano no solo tenía un propósito operativo, sino también simbólico: mostrar la bandera del Perú y enviar un mensaje claro sobre el interés del Estado peruano en proteger a sus ciudadanos, en momentos en que los Estados Unidos aún no habían consolidado plenamente su autoridad civil en California. Aunque no se produjo ningún tipo de enfrentamiento armado, la sola presencia del Gamarra sirvió como instrumento de disuasión, y se interpretó como una advertencia diplomática de que el Perú estaba dispuesto a salvaguardar sus intereses en el exterior.
Durante su permanencia en San Francisco, el personal a bordo del Gamarra cumplió con labores de observación, enlace y representación. El capitán José María Silva Rodríguez sostuvo reuniones con las autoridades locales estadounidenses —civiles y militares— para hacerles saber la preocupación del Gobierno peruano por los incidentes ocurridos contra ciudadanos peruanos, quienes denunciaban ser víctimas de violencia, robos, abusos legales y discriminación en el contexto del desorden generalizado provocado por la fiebre del oro. La presencia de marinos peruanos en tierra firme fue limitada y protocolar, sin actos de intervención directa. No obstante, esa participación fue suficiente para restablecer la tranquilidad entre los peruanos residentes y contribuir a que las autoridades locales prestaran mayor atención a los reclamos de la comunidad sudamericana, especialmente en lo referido a garantías legales, protección consular y estabilidad en las actividades comerciales y marítimas.
Una vez cumplidos los objetivos asignados, y tras permanecer en la bahía por un tiempo prudente, el Gamarra emprendió el viaje de regreso al Perú. El retorno se realizó sin contratiempos, marcando el fin de una misión breve pero significativa desde el punto de vista de la política exterior peruana. 

## Consecuencias
La expedición naval tuvo consecuencias diplomáticas y simbólicas, y su importancia radica en el contexto en el que se desarrolló: un periodo en el que la soberanía y la protección de los ciudadanos peruanos en el exterior aún no estaban formalizadas mediante embajadas o representaciones permanentes. La acción representó un acto pionero de proyección del poder naval peruano fuera de Sudamérica, en defensa de intereses civiles y comerciales.
Uno de los principales efectos inmediatos fue la calma temporal que la presencia del Gamarra generó entre la comunidad peruana residente en San Francisco y otras zonas portuarias del norte de California. El aviso implícito de que el Perú estaba dispuesto a intervenir en caso de abusos contribuyó a reducir las tensiones, al menos durante la estancia del bergantín, y promovió un mayor respeto hacia los colonos sudamericanos por parte de las autoridades locales. Aunque el gobierno estadounidense no respondió formalmente a la visita, se entendió el gesto como una manifestación legítima de protección consular mediante medios navales, en una época en que no existían canales diplomáticos formales entre ambos países en la costa del Pacífico.
A nivel institucional, la expedición fortaleció la percepción interna de que el Perú podía actuar como un actor internacional respetable, capaz de movilizar recursos marítimos más allá de sus fronteras. En ese sentido, el viaje del Gamarra fue posteriormente considerado por la Marina de Guerra como una de las primeras “misiones de presencia” en el extranjero, concepto que en décadas posteriores sería común en el despliegue de buques para funciones de diplomacia naval o defensa de connacionales.
Sin embargo, la expedición también evidenció limitaciones estructurales del aparato diplomático y logístico peruano de la época. La ausencia de consulados permanentes, la falta de acuerdos bilaterales y la improvisación en la recolección de inteligencia consular y comercial revelaron que la misión, si bien efectiva en el corto plazo, no podía sostenerse como política exterior permanente. Tras el regreso del Gamarra, no se enviaron más unidades navales a California, y el Perú adoptó una postura más pasiva frente a los cambios geopolíticos en el Pacífico norteamericano.
En retrospectiva, el episodio ha sido escasamente tratado por la historiografía tradicional, a pesar de representar un precedente histórico relevante para la evolución de la política exterior y la proyección naval del Perú. Su estudio permite comprender los orígenes de la diplomacia marítima sudamericana y la forma en que los Estados republicanos del siglo XIX reaccionaban ante escenarios globales en transformación.